# Bodak Yellow
Bodak Yellow (alternativamente intitolato Bodak Yellow (Money Moves)) è un singolo della rapper statunitense Cardi B, pubblicato il 16 giugno 2017 come primo estratto dal primo album in studio Invasion of Privacy.
La canzone ha consacrato la rapper commercialmente: ha infatti trascorso tre settimane consecutive in vetta della classifica statunitense, rendendo Cardi B la quinta rapper donna a raggiungere tale traguardo.

## Antefatti
Il beat del brano è stato realizzato da J. White Did It. Cardi e White si sono incontrati a New York poiché avevano lo stesso manager e hanno quindi deciso di lavorare insieme. White ha affermato che a volte si è sentito «intimidito» dalla concentrazione e dal duro lavoro della rapper, dicendo che inizialmente la loro era una relazione di amore-odio. Il nome della canzone è stato ispirato da Kodak Black, un rapper di Florida, dal momento che riprende la melodia della sua canzone No Flockin del 2015. Kodak Black ha poi pubblicato un remix di Bodak Yellow. È presente anche un'interpolazione proveniente da Da Dip del rapper statunitense Freak Nasty.

## Promozione
Cardi si è esibita per la prima volta con Bodak Yellow alla crociera Anti-Prom presentata dalla skate crew Brujas e da Gypsy Sport. Il 25 giugno l'ha eseguita all'afterparty dei BET Awards 2017 mentre il 18 luglio successivo al Wendy Williams Show.
Il 7 agosto 2017 si è esibita con il brano all'OVU Fest, un festival musicale annuale di Toronto condotto dal rapper Drake. Cardi l'ha poi presentata al pre-show degli MTV Video Music Awards 2017 il 27 agosto. Si è esibita con la canzone anche ai BET Hip Hop Awards 2017 e l'ha inclusa in un medley con Bartier Cardi al Saturday Night Live l'8 aprile 2018, dove ha rivelato di essere incinta.
Una versione latin trap della canzone è stata pubblicata il 18 agosto 2017. In essa, Cardi B rappa in spagnolo e vede la partecipazione del rapper dominicano Messiah. Un secondo remix viene pubblicato il 18 settembre 2017 e vede la collaborazione del rapper Kodak Black.
Anche la cantante giamaicana Spice ha reso disponibile un remix del brano, intitolato Bodak Bitch. Nel programma televisivo di Fox The Four: Battle For Stardom la concorrente Zhavia, oltre a realizzarne una cover, ha prodotto anche un remix del singolo.

## Accoglienza
I critici di Complex hanno elogiato la sicurezza di Cardi B e hanno paragonato la canzone ai primi lavori di Lil' Kim. Tom Breihan per Stereogum l'ha definita «perfetta» mentre USA Today ha notato il riferimento al rapper Kodak Black.
Sia Chris Richards del Washington Post che Pitchfork l'hanno eletta la miglior canzone del 2017. Billboard l'ha considerata la seconda miglior canzone dell'anno, Rolling Stone la quarta ed Entertainment Weekly l'ottava. Nel 2018, Rolling Stone l'ha classificata al numero cinquantanove tra le migliori canzoni del secolo.

## Video musicale
Il video, diretto da Picture Perfect, è stato pubblicato il 24 giugno 2017. Il video presenta scene dell'interprete a Dubai, in sella a cammelli nel deserto. Ad agosto 2021 la clip ha superato il miliardo di visualizzazioni su YouTube, divenendo il video di una rapper donna come solista più rapido a raggiungere tale traguardo sulla piattaforma.

## Tracce
Testi e musiche di Belcalis Almanzar, Anthony Germaine White, Jordan Thorpe, Dieuson Octave, Laquan Green e Klenord Raphael.
1. Bodak Yellow – 3:43

## Formazione
Hanno partecipato alle registrazioni, secondo le note di copertina di Invasion of Privacy:
- Cardi B – voce
- J. White Did It – produzione
- Laquan Green – coproduzione
- Even Laray – ingegneria del suono, missaggio
- Colin Leonard – mastering

## Successo commerciale

### America del Nord
Negli Stati Uniti d'America il singolo ha debuttato all'85ª posizione della Billboard Hot 100. Nella sua quinta settimana in classifica è salito al 14º posto, diventando la prima top twenty della rapper nella Hot 100 statunitense. Ha poi raggiunto la 2ª posizione, rimanendo dietro a Look What You Made Me Do di Taylor Swift e, due settimane dopo, è salito alla vetta, dove è rimasta per tre settimane consecutive. È diventata la seconda canzone hip hop femminile solista a raggiungere la prima posizione in codesta classifica, dopo Doo Wop (That Thing) di Lauryn Hill. Nella sua ventiseiesima settimana di permanenza in classifica, il singolo è tornato in top ten e grazie alla presenza di MotorSport e No Limit tra le prime dieci posizioni, la rapper è diventata la terza artista in assoluto, dopo i Beatles ed Ashanti, ad avere le prime tre entrate in classifica in top ten contemporaneamente. Bodak Yellow è inoltre divenuto il primo brano di una rapper donna ad ottenere il disco di diamante dalla Recording Industry Association of America.
In Canada il singolo ha raggiunto la 6ª posizione della classifica nazionale.

### Analisi
Il successo inaspettato di Bodak Yellow negli Stati Uniti è stato argomento di discussione per i critici musicali. Carl Cherry, curatore di Apple Music, la prima volta che l'ha ascoltata è rimasto attratto dalla sua melodia ed energia, decidendo quindi di inserirla nella playlist Breaking Hip Hop, che ospita le nuove tendenze all'interno del genere. Dopo la buona accoglienza iniziale ricevuta, Cherry l'ha inserita nella playlist principale dello stesso genere, facendo aumentare gli ascolti del 124% in una settimana e del 200% in un mese. Quando, a metà agosto 2017, è diventata la canzone più ascoltata del momento sul servizio, Cherry ha affermato di non ricordare nessuna canzone decollata così rapidamente.
D'altra parte, anche con Tuma Basa, curatrice hip hop di Spotify, è accaduto un evento simile. Quando ha visto che a New York anche i bambini ascoltavano Bodak Yellow, l'ha aggiunta alla playlist della piattaforma Rap Caviar, avente oltre 7,5 milioni di seguaci, aiutando così la sua graduale crescita. Ella ha affermato che la città di New York ha svolto un ruolo fondamentale per la sua popolarità.
Inoltre, Jon Caramanica del New York Times ha lodato l'artista per aver ottenuto un successo così rapido senza aver dovuto usare ritmi pop dance o video provocatori come le colleghe Nicki Minaj e Iggy Azalea e senza essere accompagnata da un meme, a differenza di Black Beatles dei Rae Sremmurd.
Dave Acosta, per El Paso Times, ha affermato che con il successo della canzone, la rapper ha dato «una nuova voce» agli ispanici e alle donne.

## Classifiche

### Classifiche settimanali
| Classifica (2017-18) | Posizione massima |
| -------------------- | ----------------- |
| Australia            | 33                |
| Belgio (Fiandre)     | 64                |
| Belgio (Vallonia)    | 77                |
| Canada               | 6                 |
| Filippine            | 51                |
| Francia              | 127               |
| Grecia               | 10                |
| Irlanda              | 51                |
| Lettonia             | 63                |
| Nuova Zelanda        | 24                |
| Paesi Bassi          | 81                |
| Portogallo           | 47                |
| Regno Unito          | 24                |
| Repubblica Ceca      | 55                |
| Slovacchia           | 47                |
| Stati Uniti          | 1                 |
| Svezia               | 71                |
| Svizzera             | 74                |

### Classifiche di fine anno
| Classifica (2017) | Posizione |
| ----------------- | --------- |
| Canada            | 55        |
| Stati Uniti       | 24        |
| Classifica (2018) | Posizione |
| Canada            | 70        |
| Stati Uniti       | 54        |

### Classifiche di fine decennio
| Classifica (2010-19) | Posizione |
| -------------------- | --------- |
| Stati Uniti          | 80        |

### Classifiche di tutti i tempi
| Classifica (1958-2018) | Posizione |
| ---------------------- | --------- |
| Stati Uniti            | 555       |